# Николај Шимић
Николај Шимић (Сомбор, 4. јануар 1766 — Сомбор) је написао прву Логику српског језика.
Знаменити филозофско-просветитељски писац, директор школа, сенатор и капетан града Сомбора, Николај Шимић, рођен је у Сомбору 4. јануара 1766. године. У Сомбору је завршио основну и латинску граматикалну школу, гимназију у Сегедину, а два течаја филозофије (логику и физику) и права у Пештије положио и адвокатски испит. По завршетку студија отишао је у Русију, где је једно време био руски официр када се 1801. године вратио из Русије, једно време је радио као адвокат у Сомбору, а после као сенатор града Сомбора и градски капетан. После пензионисања Аврама Мразовића 1811. године постављен је за директора свих српских основних школа у Угарској. Његова је посебна заслуга што се школска мрежа проширила и на сомборске салаше.
Шимић је писац многобројних књига, оригиналних, преведених и прерађених, као што су: Логика (у два дела), први систематски приручник логике у Срба, који је 150 година био и једина књига ове врсте код нас, Иконостас славних и храбрих лиц. (Биографије Петра Великог, Катарине II, Станислава Августа, Потемкина, Cyвopoвa и Тадеуша Кошћушког), Турчин Абдалах и Сербиј Сербослава, наравоучителенаја повест, Аристеј и Аценцира, египатскаја наравоучителнаја повијест и друге. Његови списи, иако нису оригинални, извршили су једну одређену прогресивну културно-просветну мисију. Зналац неколико језика и широке културе Николај Шимић је један од најобразованијих и најзнаменитијих Сомбораца с краја XVIII и почетка XIX века. Умро је у Сомбору 1848. године.